# Peracca sarawakensis
Peracca sarawakensis är en insektsart som beskrevs av Sigfrid Ingrisch 1998. Peracca sarawakensis ingår i släktet Peracca och familjen vårtbitare. Inga underarter finns listade i Catalogue of Life.